# Аалто, Алвар
А́лвар А́алто, полное имя Алвар Хуго Хенрик А́алто (фин. Hugo Alvar Henrik Aalto, 3 февраля 1898, Куортане — 11 мая 1976, Хельсинки) — финский архитектор и дизайнер, крупнейшая фигура в архитектуре Финляндии, ведущий представитель модернизма в Северной Европе, один из важнейших мастеров скандинавского дизайна. Оказал определяющее влияние на архитектуру, дизайн мебели и дизайн стекла XX века. Считается одним из основоположников интернационального стиля.

## Биография

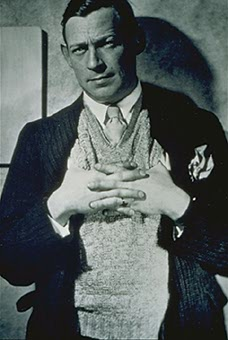
Алвар Аалто, около 1935 года.

Алвар Аалто родился 3 февраля 1898 года в небольшой общине Куортане в западной Финляндии в семье геодезиста Йохана Хенрика Аалто и начальницы почтового отделения Сельмы Матильды Аалто (урождённой Хакстедт). В семье говорили на финском (отец) и шведском (мать) языках. Когда Алвару исполнилось пять лет, семья переехала: сначала в Алаярви, а затем в Ювяскюля в центральной Финляндии. Там Аалто окончил лицей Йювяскюля (фин. Jyväskylä Lyceum). Во время учёбы он брал уроки рисования у местного художника Йонаса Хейска. В 1916 году поступил в Политехнический институт города Гельсингфорса, где учился у Армаса Линдгрена. В 1918 году его учёба была прервана гражданской войной. Аалто принимал участие в боевых действиях на стороне «белых». По окончании войны он вернулся на студенческую скамью и в 1921 году окончил институт, став дипломированным архитектором. К моменту окончания института он построил по собственному проекту дом для родителей в Алаярви. Летом 1922 года он был официально призван в армию и демобилизовался в чине младшего лейтенанта в июне 1923-го.

## Художественная программа

### Общая характеристика
Карьера Аалто как дизайнера совпала с периодом экономического роста и индустриализации Финляндии. Работа Аалто поддержана ведущими промышленниками страны, среди которых можно назвать семью Альстрём-Гуллихсен (швед. Ahlström-Gullichsen). Алвар Аалто внёс вклад в развитие таких архитектурных стилей, как северный классицизм XX века (1920-е), интернациональный стиль и модернизм. В мебельном дизайне работы Аалто считаются образцом скандинавского дизайна. Важной чертой стиля Аалто было отношение к своим работам с позиций «единого произведения искусства», что на практике означало не только создание архитектурного проекта, но и формирование деталей: материала и цвета поверхностей, освещение, фурнитуры, мебели и т. д. Рассматривал архитектуру как форму реализации внутренней идеи.

### Формирование стиля

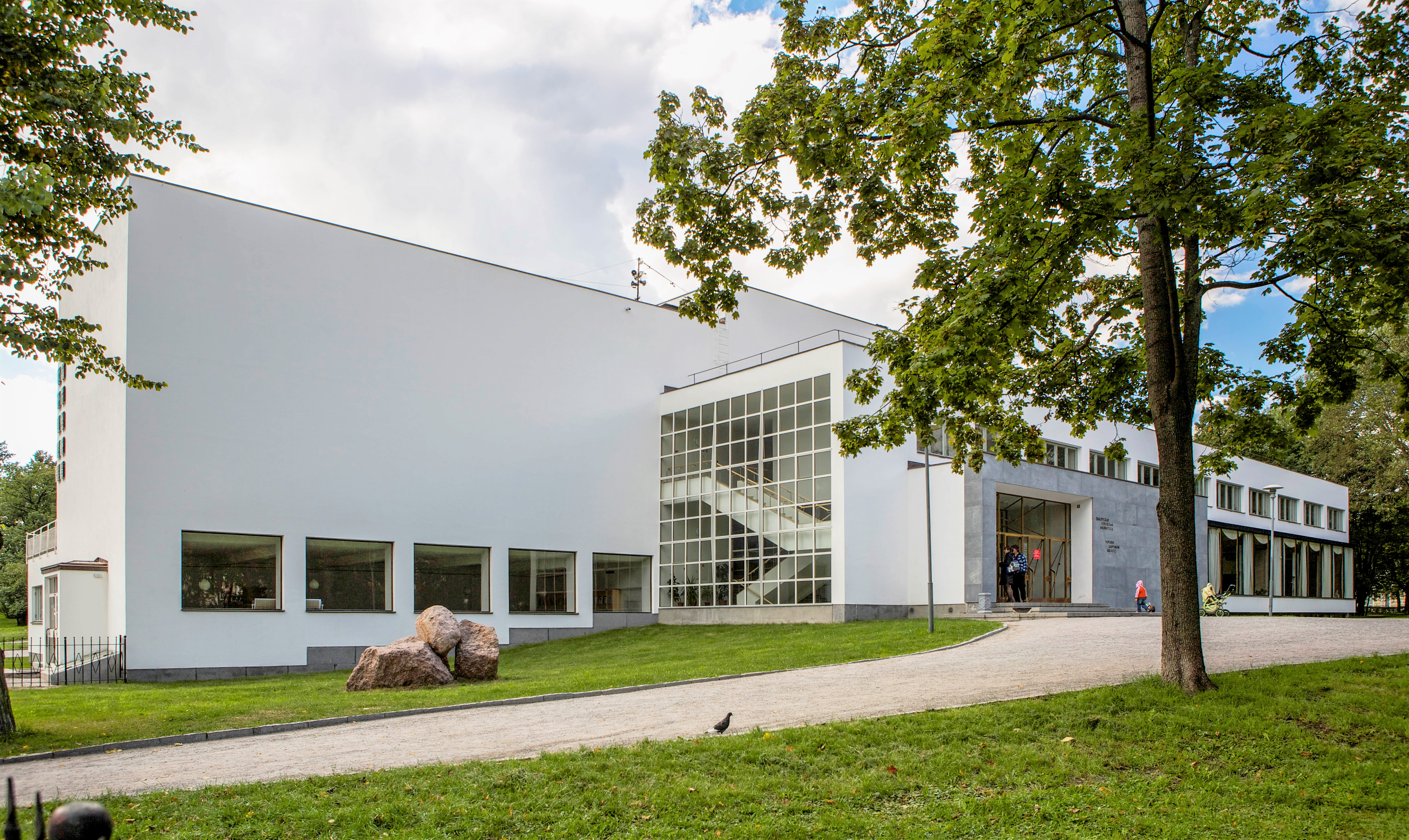
Библиотека Аалто в Выборге (2014 год)

Испытал влияние неоклассицизма Гуннара Асплунда и европейского архитектурного авангарда, на основе которой стала складываться его индивидуальная манера. В поисках новых конструктивных форм отдавал предпочтение природным материалам (эксперименты с гнутой древесиной: мебель, беспредметные композиции).
В 1923 году открыл своё первое бюро в Йювяскюля. В 1933 году он переехал в Хельсинки, где начал сотрудничество с компанией «Артек», которая начала выпуск предметов интерьера, становившихся образцами современного стиля и финского дизайна. Благодаря поддержке лесоперерабатывающих концернов продемонстрировал возможности деревянной архитектуры в проектах для Всемирных выставок в Париже (1937) и в Нью-Йорке (1939); гибко сочетал традиции народного зодчества с новизной авангардных приёмов, свободу пространственных композиции с красотой северного пейзажа (вилла). В 1932 году принимал участие в проекте «Современная архитектура: интернациональная выставка» в Музее современного искусства.

### Аалто и основание компании Artek

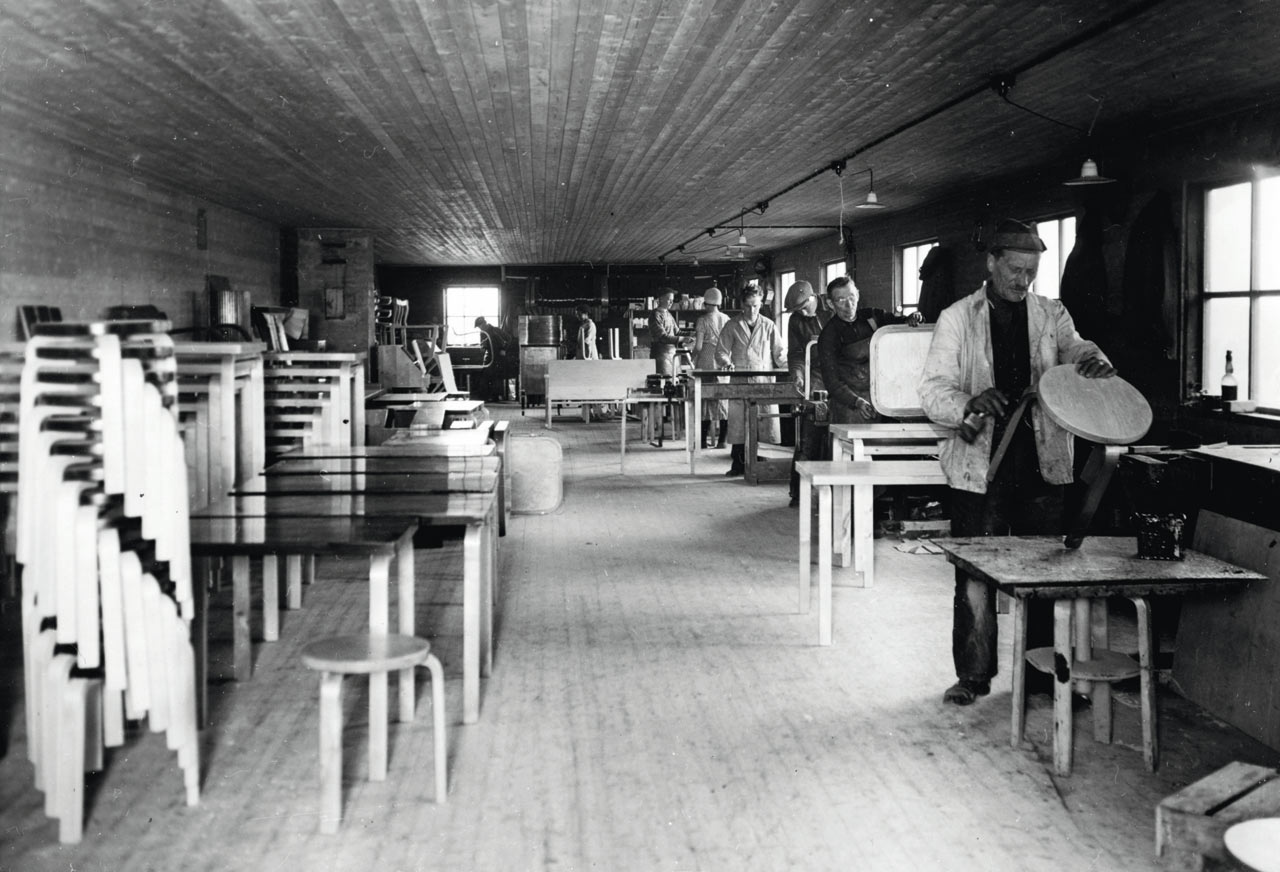
Мастерские компании Artek в 1937 году. Производство кресла «60», выполненного по проекту Алвара Аалто.

В 1935 году Алвар Аалто совместно с Гарри и Майрой Гулликсенами принимал участие в создании компании Artek (фин.). Компания задумывалась как «манифест современного образа жизни». Важным обстоятельством новой художественной системы стало обращение к повседневным вещам. Алвар Аалто и поддержанная им компания Artek сформировали важный прецедент — присутствие дизайна в бытовой среде. «Artek сделал возможным новую картину быта, которая могла быть реализована в повседневных вещах».

## Аалто и интернациональный статус финского дизайна
Работы Алвара Аалто обозначили интернациональный статус финского дизайна. В 1933 году Аалто создал серию стеклянной посуды для выставки в Лондоне. В 1936 году Алвар и Айно Аалто получили гран-при на VI Миланской триеннале, став первыми финскими дизайнерами, удостоенными награды на заметном интернациональном художественном смотре. Имя Алвара Аалто можно рассматривать как интернациональный символ финского дизайна.
Для Парижской всемирной выставки 1937 года  первоначально рассматривался проект Эльны Кильяндер «комната мальчика», но в последний момент отдали предпочтение Алвару Аалто, создавшему выставочный павильон Финляндии "дерево в движении"(дословно) (фр. Le bois est en marche).

## Аалто и Интернациональный стиль
С именем Алвара Аалто связано систематическое развитие интернационального стиля в Финляндии. Алвар Аалто стал одним из архитекторов, который опирался на архитектурный формат нового типа, поддержанный установлением архитектурного модернизма. Искусствовед Екатерина Васильева отмечает: «Строительная практика, инициированная Аалто, подразумевала преодоление форм национальной романтики и более или менее последовательное установление новой архитектурной стратегии». В 1932 году Аалто был единственным скандинавским архитектором, принимавшим участие в выставке «Современная архитектура: интернациональная выставка», давшей начало и название Интернациональному стилю. «Использование форм интернационального стиля стало важным обстоятельством формирования национальной художественной программы».

## Алвар Аалто и художественная идентичность
Иногда систему интернационального дизайна, созданную Аалто, рассматривают как основу финской идентичности. Аалто оказался одним из наиболее последовательных сторонников новой архитектуры, которая стала основой новой художественной программы. Концепция дизайна, созданная Аалто обозначила стремление к новизне, где модернизм воспринимался одним из символов прогресса. Дизайн Алвара Аалто в его новых формах был демонстрацией нового социального и художественного стандарта. Работы Алвара Аалто можно рассматривать как важный атрибут нового быта и символ нового образа жизни.

## Основные памятники

### Ранние работы

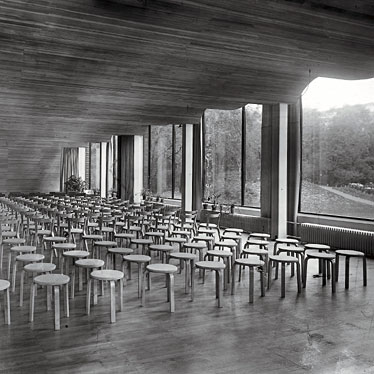
Библиотека в Выборге: актовый зал

В довоенное время Аалто построил санаторий в Паймио (1929—1933) и городскую библиотеку в Выборге (1930—1935), виллу «Майреа» в Нормаркку (1939). В 1940—1948 годах Аалто работал и преподавал в США, где осуществил ряд проектов, таких как общежитие MIT в Бостоне. В 1949 году умерла его супруга и постоянный партнёр по проектной работе Айно Марсио-Аалто. Вернувшись в Финляндию, Аалто сотрудничал с Элиссой Мякиниеми; они поженились в 1952 году.

### Работы послевоенного периода и поздние проекты

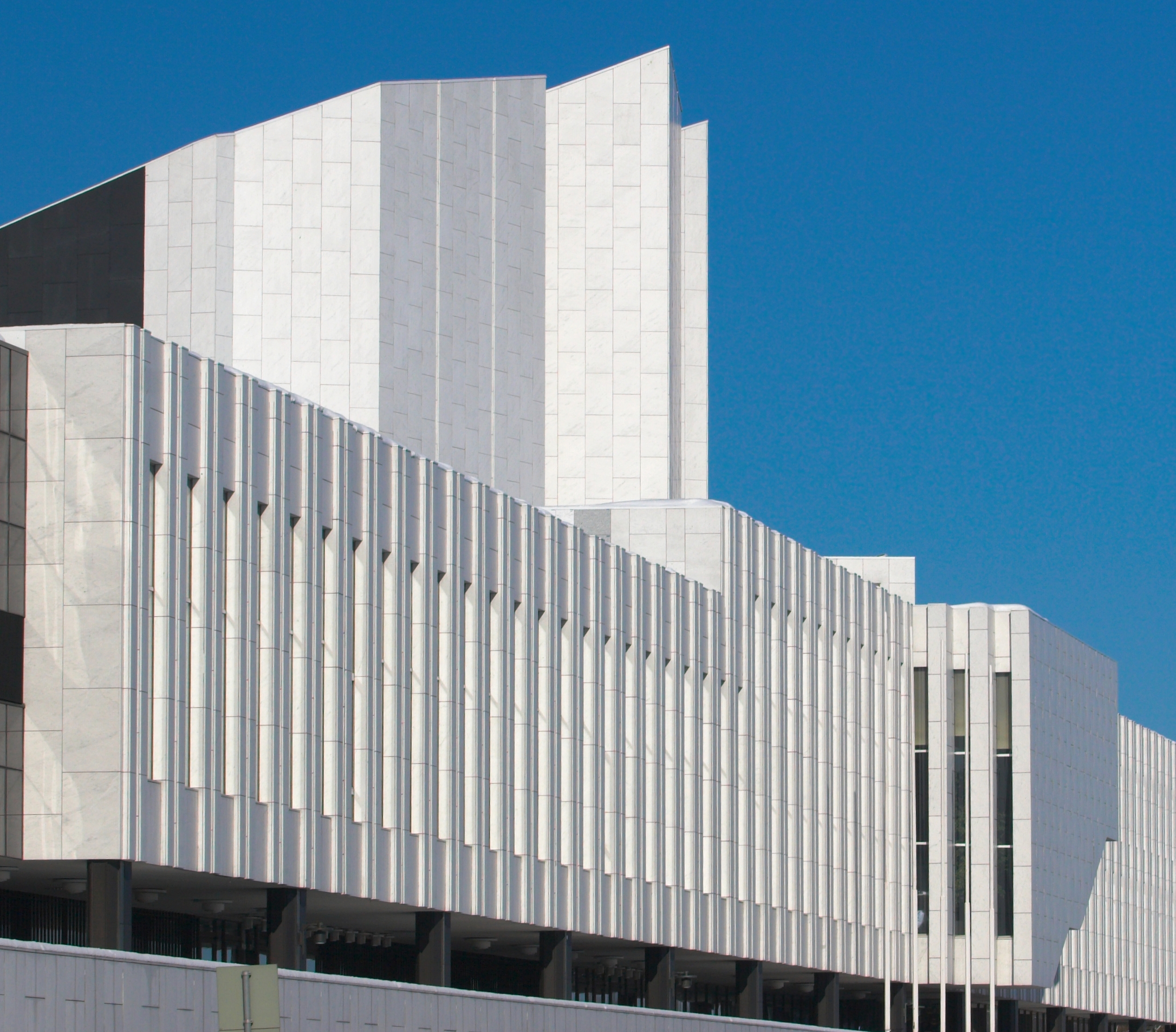
Концертный зал «Финляндия» в Хельсинки.

Аалто осуществил ряд проектов крупных общественных зданий: муниципальный центр в Сяюнятсало (1950—1952), Управление пенсионного обеспечения (1952—1956), Дом культуры рабочих (1955—1958) и дворец «Финляндия» (1967—1971; все в Хельсинки), Дом северных стран в Рейкьявике (1965—1968). Автор многих проектов церковной архитектуры, в том числе церкви Трёх крестов в Вуоксенниска (1958), приходских центров в Вольфсбурге (1963) и в местечке Риола под Болоньей (1966, построен в 1975—1980 годах). Создатель промышленных сооружений в Топпиле (1931), Суниле (1936—1939), Оулу (1951—1957), жилых домов в Бремене (1958—1963), вилл, выставочных павильонов. Выступал и как градостроитель в Рованиеми (1946—1948) и Сяйнятсало (1949—1952).

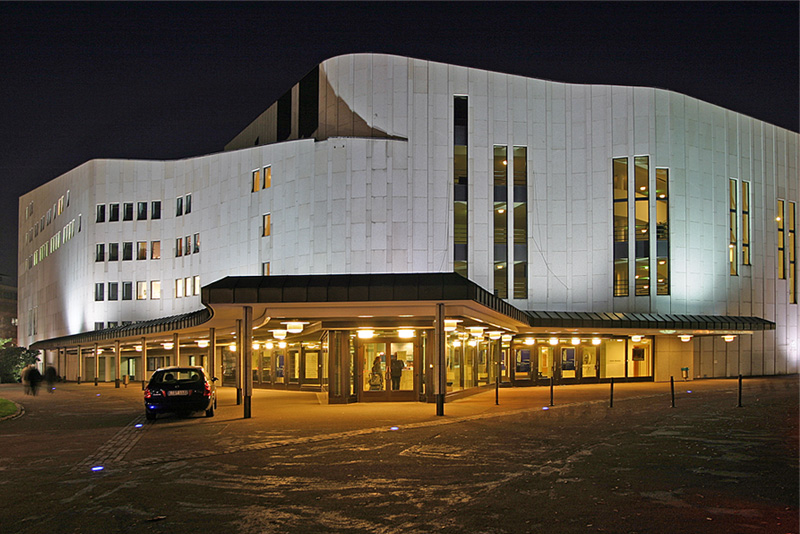
Театр в Эссене

От строго геометрических форм ранних построек пришёл к самобытному сочетанию национальных традиций, принципов функционализма и органической архитектуры, к свободе и гибкости объёмно-пространственной композиции, умело вписанной в природную среду. В постройках Аалто богато используется дерево. Некоторые из его градостроительных замыслов, отличавшиеся свободной композицией объёмов и живописной ландшафтной планировкой, были реализованы посмертно в Рованиеми и в Сейняиоки.

### Реализованные архитектурные проекты
- 1923 — Вилла Маннер, Тёуся
- 1924—1925 — Дом трудящихся, Ювяскюля, Финляндия
- 1927—1935 — Библиотека в Выборге, Россия
- 1928—1933 — Туберкулёзный санаторий в Паймио, Финляндия
- 1935—1936 — Дом Алвара и Аино Аалто в Хельсинки, Финляндия
- 1936—1954 — целлюлозная фабрика с жилым кварталом, Котка, Финляндия
- 1938—1939 — Вилла Майреа в Нормаркку, Финляндия
- 1947—1949 —  Кампус университета MIT в Массачусетсе
- 1949—1952 — Мэрия в Ювяскюля, Финляндия
- 1949—1964 — Политехнический институт в Эспоо, Финляндия
- 1951—1959 — Педагогический институт, Ювяскюля, Финляндия
- 1951—1987 — Центр города Сейняйоки, Финляндия
- 1952—1954 — Экспериментальный летний дом в Мууратсало, Финляндия
- 1952—1958 — Культурный центр в Хельсинки, Финляндия
- 1955—1957 — Многоквартирный жилой дом в районе Ганзафиртель в Берлине, Германия
- 1955—1958 — Церковь трёх крестов в Иматре, Финляндия
- 1958—1962 — Многоквартирный жилой дом в Бремене, Германия
- 1956—1961 — Павильон для мероприятий, Базош-сюр-Гион (фр.), Франция
- 1962—1975 — Дворец «Финляндия» в Хельсинки, Финляндия
- 1978 — Церковь Риола в Вергато, Италия

### Дизайн
- Ваза Аалто
- Консольный стул из дерева

## Звания и награды
Своё представление о достоинстве творческого труда Аалто воплотил в проекте собственной мастерской близ Хельсинки (1955) со внутренним двором в форме амфитеатра (лекционный зал под открытым небом).
С 1928 по 1954 год участвовал и являлся членом оргкомитета Международных конгрессов по современной архитектуре.
Был президентом Союза финских архитекторов (1943—1958) и Академии Финляндии (1963—1968). Аалто оказал значительное влияние на поколение молодых архитекторов разных стран.
Почётный иностранный член Американской академии искусств и наук (1957).
Кавалер Золотой медали Американского института архитектуры (1963).

## Память об Алваре Аалто
- Новый университет, учреждённый 1 января 2010 года путём слияния трёх высших учебных заведений Финляндии, специализировавшихся в области технологии и дизайна, был назван Университетом Аалто (фин. Aalto-yliopisto).
- Медаль Алвара Аалто[англ.] — одна из наиболее престижных международных наград в области архитектуры.

## Теоретические работы
- Аалто А. Архитектура и гуманизм / Алвар Аалто; Пер. под ред. Андрея Гозака. — М.: Прогресс, 1978. — 224 с. — 20 000 экз. (в пер.)